# 209 Dido
Dido /ˈdaɪdoʊ/ (định danh hành tinh vi hình: 209 Dido) là một tiểu hành tinh rất lớn ở vành đai chính. Nó dường như được cấu tạo bằng cacbonat nguyên thủy và được xếp vào loại tiểu hành tinh kiểu C, có bề mặt tối và suất phản chiếu rất thấp.
Ngày 22 tháng 10 năm 1879, nhà thiên văn học người Mỹ gốc Đức Christian H. F. Peters phát hiện tiểu hành tinh Dido khi ông thực hiện quan sát ở Clinton, New York và đặt tên nó theo tên nữ hoàng thần thoại Dido của thành Carthage.